# Exochella jullieni
Exochella jullieni är en mossdjursart som beskrevs av Gordon 1989. Exochella jullieni ingår i släktet Exochella och familjen Exochellidae. Inga underarter finns listade i Catalogue of Life.